# Panas Lubczenko
Panas Lubczenko, ukr. Панас Петрович Любченко (ur. 2 stycznia?/14 stycznia 1897 w Kaharłyku koło Kijowa, zm. 30 sierpnia 1937 w Kijowie) – ukraiński działacz komunistyczny.

## Życiorys
Urodził się na Kijowszczyźnie i ukończył szkołę wojskową w Kijowie. Od 1917 roku aktywny w ukraińskim ruchu eserów, współpracował z pismami „Socialistyczna dumka” i „Nasze słowo”. Wszedł w skład Ukraińskiej Centralnej Rady. Należał do lewego skrzydła eserów, popierając utworzenie na Ukrainie władzy radzieckiej. W 1919 roku jeden z założycieli Ukraińskiej Partii-Socjalistów Rewolucjonistów (komunistów), później aktywny borot'bista (członek UKP-b). W 1920 roku wraz z Ołeksandrem Szumśkym, Hryhoryjem Hryńko i Hnatem Mychajłyczenko wstąpił do KP(b)U, gdzie w latach 1920–1927 stał na czele kijowskiego komitetu obwodowego partii. Od 1927 do 1934 roku sekretarz KC KP(b)U. W 1933 roku został wiceprzewodniczącym Rady Komisarzy Ludowych USRR, a rok później jej szefem i członkiem Politbiura KC KP(b)U. 
W 1930 występował jako oskarżyciel społeczny na procesie pokazowym tzw. Związku Wyzwolenia Ukrainy (mistyfikacja OGPU, podobnie jak bliźniacze „partie” – Chłopska Partia Pracy i Partia Przemysłowa (Prompartia), prowadził politykę całkowicie uległą wobec Moskwy, bezwzględnie przeprowadzając kolektywizację rolnictwa w latach 1932–1933 w okresie wielkiego głodu na Ukrainie. 
W 1937 roku, w okresie wielkiej czystki sam oskarżony przez NKWD o współpracę z ukraińskimi nacjonalistami, zastrzelił żonę, a później popełnił samobójstwo. 